# (15958) 1998 BE33
(15958) 1998 BE33 est un astéroïde de la ceinture principale d'astéroïdes de 9,19 km de diamètre découvert en 1998.

## Description
(15958) 1998 BE33 a été découvert le 30 janvier 1998 au Centre de recherches en géodynamique et astrométrie (CERGA), à Caussols en France, par le projet scientifique européen OCA-DLR Asteroid Survey (ODAS).

### Caractéristiques orbitales
L'orbite de cet astéroïde est caractérisée par un demi-grand axe de 2,70 UA, un périhélie de 1,93 UA, une excentricité de 0,28 et une inclinaison de 10,30° par rapport à l'écliptique. Du fait de ces caractéristiques, à savoir un demi-grand axe compris entre 2 et 3,2 UA et un périhélie supérieur à 1,666 UA, il est classé, selon la JPL Small-Body Database, comme objet de la ceinture principale d'astéroïdes.

### Caractéristiques physiques
(15958) 1998 BE33 a une magnitude absolue (H) de 14,4 et un albédo estimé à 0,027, ce qui permet de calculer un diamètre de 9,19 km. Ces résultats ont été obtenus grâce à la méthode radiométrique en utilisant les données d'observations obtenues par le télescope spatial infrarouge IRAS] lancé en 1983 et qui a permis d'élaborer le catalogue IRAS Minor Planet Survey (IMPS).